# Oboenquartett (Mozart)
| Oboenquartett in F-Dur KV 370 (368b) |
| --- |
| |
| |
| |
| Gespielt von Laila Storch (Oboe) mit dem Philadelphia String Quartet: Veda Reynolds (Violine), Alan Iglitzin (Bratsche), Charles Brennand (Cello) |

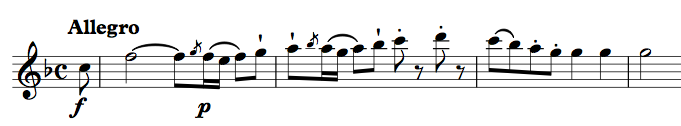
Hauptthema des ersten Satzes, wie es von der Oboe in den ersten Takten des Stücks gespielt wird

Das Oboenquartett in F-Dur KV 370 (368b) komponierte Wolfgang Amadeus Mozart im Frühjahr 1781. Das Quartett ist für Oboe, Violine, Bratsche und Bass-Violone oder Cello besetzt. Es ist Mozarts einziges Kammermusikwerk für Solo-Oboe und das bekannteste Kammermusikwerk für Oboe mit Streichern. In seiner Tradition stehen einige andere Werke dieser Besetzung, wie das Nonett von Louis Spohr.

## Entstehung
1780 wurde Mozart nach München eingeladen, um Kurfürst Karl Theodor zu besuchen, der die Oper Idomeneo für ein Karnevalsfest in Auftrag gegeben hatte. Während seines Aufenthalts in München erneuerte Mozart seine Freundschaft mit Friedrich Ramm, dem virtuosen Oboisten im Orchester des Kurfürsten. Er hatte Ramm im November 1777 in Mannheim kennengelernt, wo der Kurfürst und das Orchester damals beheimatet waren, und ihn im März 1778 in Paris wieder getroffen. Mozart komponierte das Quartett für Ramm, um seine Virtuosität und die Verbesserungen, die zu dieser Zeit an der Oboe vorgenommen worden waren, zu zeigen. Eine Möglichkeit, das Instrument zur Geltung zu bringen, war die Verwendung des „hohen F“, einer Note, die in dem zuvor für die Oboe geschriebenen Repertoire selten gespielt wurde.

## Musikalische Gestalt

### Musikgattung
Das Stück ist ein kammermusikalisches Werk, enthält jedoch auch Elemente, die auf andere Musikgattungen verweisen. Aufgrund des hohen Anteils an virtuosem Spiel der Oboe und an Streichern, die den Oboisten lediglich begleiten, ähnelt es einem Konzert, mit allerdings nur vier Spielern anstelle eines ganzen Orchesters. Trotzdem gibt es auch einige Stellen im Werk, die ein Zusammenspiel erfordern, zum Beispiel die bekannte 13-taktige Passage im Finale, in der die Oboe im 4⁄4-Takt gegen eine 6⁄8-Begleitung spielt.

### Sätze
Das Werk besteht nur aus drei statt aus vier Sätzen, wie es bei Mozarts anderen Quartetten üblich ist:
1. Allegro, F-Dur, 4⁄4-Takt, 142 Takte, zwei Abschnitte  (Takte 1–63, 64–142) werden zweimal wiederholt
2. Adagio, d-Moll, 3⁄4-Takt, 37 Takte
3. Rondo: Allegro, F-Dur, 6⁄8-Takt, 178 Takte

Der erste Satz ist eine Sonatenform, in der das Thema von der Oboe vorgestellt und sofort von der Violine ausgeführt wird, worauf es von den anderen Elementen im Fugato-Stil aufgegriffen wird. In der Reprise setzen Oboe und Violine schrittweise ein, wobei die Violine nicht mehr wie in der Exposition als harmonische Stütze der Oboe fungiert, sondern auf sie reagiert.
Der zweite Satz ist ein Adagio, bei dem die Oboe den Solopart übernimmt, während die Streicher sie mit einer Reihe von Akkorden begleiten. Er fällt mit nur 37 Takten sehr kurz aus und steht mit seiner recht düsteren Tonart d-Moll in deutlichem Kontrast zum leichteren Serenadencharakter der beiden Ecksätze.
Der letzte Satz ist ein fröhliches Rondo, das eine gewisse Virtuosität erfordert, insbesondere in der vorletzten Variation.
Eine Aufführung dauert etwa 15 Minuten.

## Diskographie
- Vinciane Baudhuin (Oboe), Annelies Decock (Violine), Mika Akiha (Bratsche), Ronan Kernoa (Cello); CD, Challenge Classics UPC 0608917269727, 2013[6]
- Douglas Boyd (Oboe) mit The Gaudier Ensemble: Marieke Blankestijn (Violine), Jane Atkins (Bratsche), Christoph Marks (Cello); CD, Helios CDH55390, 2011
- Robin Williams (Oboe) mit dem Scottish Chamber Orchestra unter Alexander Janiczek (Violine), mit Jane Atkins (Bratsche), David Watkin (Cello); CD, Linn Records CKD376, 2011
- François Leleux (Oboe), Lisa Batiashvili (Violine), Lawrence Power (Bratsche), Sebastian Klinger (Cello); CD, Sony Classical 88697285852, 2008
- Ray Still mit The Fine Arts Quartet: Leonard Sorkin (Violine), Irving Ilmer (Bratsche), George Sopkin (Cello); CD, Marquis 77471 83108 2 8, 2006; Neuausgabe der LP Bärenreiter-Musicaphon BM 30 L 1806, 1961
- Joris Van Den Hauwe (Oboe) mit den Salzburger Solisten: Luz Leskowitz (Violine), Johannes Erkes (Bratsche), Ingemar Brantelid (Cello); CD, Naxos 8.555913, 1996/2001
- Gordon Hunt (Oboe) mit dem Chilingirian String Quartet: Levon Chilingirian (Violine), Csaba Erdélyi (Bratsche), Philip de Groote (Cello); CD, Classics For Pleasure 7243 5 74883 2 7, 2001; Neuausgabe der LP Classics For Pleasure CFP40377, 1982
- Gareth Hulse (Oboe) mit The Nash Ensemble: Marcia Crayford (Violine), Roger Chase (Bratsche), Christopher Van Kampen (Cello); CD, Virgin Classics 5 61448 2, 1998